# Jesús Arámbarri
Jesús Arámbarri y Gárate (Bilbao, 13 de abril de 1902 - Madrid, 10 de julio de 1960) fue un compositor y director de orquesta español.

## Biografía
Estudió piano y canto en el conservatorio de Bilbao, para después estudiar órgano y composición bajo la tutela del compositor Jesús Guridi.
En 1928 se trasladó a París, donde gracias a una beca amplió sus estudios en la Schola Cantorum. Allí fue alumno de Paul Dukas, Paul Le Flem (composición) y Vladimir Golschmann (dirección de orquesta). Más tarde, en 1932, se mudó a Basilea, donde estudió dirección de orquesta con Felix von Weingartner.
En 1933, tras su regreso a su ciudad natal, fue nombrado director de la Banda Municipal de Bilbao, y más tarde de la Orquesta Sinfónica de dicha ciudad. Fundó la Orquesta Municipal de Bilbao y fue nombrado académico de la Real Academia de Bellas Artes. En 1953 ejerció de profesor en el Conservatorio de Madrid y fue nombrado director de la banda municipal de Madrid. También fue director invitado de la Orquesta Nacional de España, y presidente de la Asociación Española de Directores de Orquesta.

## Obra
Fue uno de los precursores de la difusión de la música sinfónica en España, componiendo obras sinfónicas tales como "Gabonzar sorgiñak" o "Castilla". Otras obras destacadas son las elegías musicales que compuso en recuerdo de Manuel de Falla ("Ofrenda", en 1946), Juan Carlos de Gortzar ("In memoriam", en 1939), y Javier Arisqueta ("Dedicatoria", 1949), un cuarteto para cuerda, varios solos para piano, el intermedio para orquesta "Viento sur", o las "Ocho Canciones Vascas" para soprano y orquesta.